# Josha Vagnoman
Josha Mamadou Karaboue Vagnoman (ur. 11 grudnia 2000 w Hamburgu) – niemiecki piłkarz iworyjskiego pochodzenia występujący na pozycji obrońcy w niemieckim klubie VfB Stuttgart oraz w reprezentacji Niemiec do lat 21. Wychowanek SC Poppenbüttel.